# Luis Suárez
Luis Alberto Suárez Díaz (* 24. ledna 1987, Salto) je uruguayský profesionální fotbalista a bývalý reprezentant, který hraje na pozici útočníka za klub Inter Miami ze Spojených států amerických hrající Major League Soccer. Náleží mezi fotbalisty, kteří za kariéru vstřelili přes 500 soutěžních gólů.
Kariéru zahájil v Nacionalu Montevideo, odkud roku 2007 zamířil do Nizozemska. Po jedné sezóně za Groningen přestoupil do Ajaxu, v němž se etabloval na evropské scéně. Vyhrál nizozemský pohár a byl nejlepším střelcem i hráčem Eredivisie v ligové sezóně 2009/10. Roku 2011 posílil anglický Liverpool a vyhrál s ním ligový pohár. Závěrečnou sezónu za Liverpool měl rekordní – získal několik individuálních ocenění včetně Zlaté kopačky pro nejlepšího střelce Premier League a poté i svoji první Zlatou kopačku pro nejlepšího střelce v Evropě. Stal se předmětem do té doby třetího nejdražšího přestupu, když za částku 65 milionů eur odešel do Barcelony a strávil v ní šest let.
Ve Španělsku se stal součástí útočného trojzubce spolu s Lionelem Messim a Neymarem. Již v první sezóně vyhrál treble – La Ligu, národní pohár i Ligu mistrů UEFA. V sezóně následující získal jednak trofej Pichichi pro nejlepšího střelce ligy a jednak druhou evropskou Zlatou kopačku. V katalánském týmu celkem vybojoval 13 trofejí. Od roku 2020 do roku 2022 nastupoval za Atlético Madrid, se kterým vyhrál španělskou ligu popáté. Vrátil se do Jižní Ameriky, zprvu do Nacionalu a pak brazilského Grêmia, aby následně zamířil do Interu Miami v USA.
Uruguay reprezentoval na čtyřech světových mistrovstvích (2010, 2014, 2018, 2022), na prvním z nich se tým umístil čtvrtý. Pětkrát se účastnil jihoamerického mistrovství Copa América (2011, 2016, 2019, 2021, 2024), přičemž v roce 2011 se stal jeho vítězem. Rovněž se zúčastnil Letních olympijských her v roce 2012 a Konfederačního poháru FIFA v roce 2013. Za národní tým hrál od roku 2007, roku 2024 kariéru reprezentanta ukončil. Je nejúspěšnějším střelcem v historii reprezentace, za kterou nastřílel 69 gólů za 143 zápasů.
Svoji fotbalovou pověst si ovšem pokazil vícero kontroverzními momenty, za které byl několikrát disciplinárně potrestán.

## Klubová kariéra
Kariéru započal ve své rodné zemi v klubu Nacional Montevideo. Za A-tým prvně nastoupil dne 21. srpna 2004 v přátelském klání proti portugalskému týmu Vitórii Guimarães a byl jedním z gólových střelců při remíze 2:2. Oficiálně debutoval 3. května 2005 jako osmnáctiletý v závěrečném šestém skupinovém utkání Poháru osvoboditelů na půdě kolumbijského klubu Atlético Junior, na hřiště vkročil jako střídající hráč v 76. minutě. Do Kolumbie odcestoval na místo jiného hráče, přestože v předchozích dnech nastoupil v nižších soutěžích. Prvoligový debut se udál 28. srpna proti týmu Cerro. Gólovou premiéru prožil 10. září 2005 v domácím utkání proti Paysandú, v němž vstřelil závěrečný pátý gól na 5:0 pár minut po příchodu na hřiště. Mezi roky 2004 a 2006 odehrál 48 utkání, během nichž vstřelil 12 gólů. Tím přispěl k triumfu v uruguayské první lize, Primeře División, v sezóně 2005/06. Rovněž vyhrál turnaj Torneo Clausura 2005/06. Nadaného útočníka zaregistrovalo několik evropských klubů, včetně nizozemského Groningenu a španělského Getafe.
V červenci roku 2006 byl zakoupen nizozemským klubem FC Groningen za 800 000 €. Objeven byl technickým ředitelem Henkem Veldmatem, který původně do Jižní Ameriky odcestoval skautovat jiného hráče. V prvním soutěžním utkání za Groningen v srpnu 2006 odehrál několik minut proti Feyenoordu. Určitou dobu strávil v B-týmu, s adaptací v Evropě mu byl nápomocen krajan Bruno Silva. Poprvé se gólově prosadil 14. září při svém debutu v evropských pohárech proti Partizanu Bělehrad. Přesně o dva týdny později se v Poháru UEFA hrála odveta, v níž Groningen doháněl ztrátu 2:4 z prvního střetnutí při své první účasti v Evropě v novém tisíciletí. Suárez zařídil penaltu, kterou proměnil Koen van de Laak, domácí vítězství 1:0 však na postup z prvního kola v součtu s prvním utkáním nestačilo. Gólově se také prosadil v utkání domácího poháru hraném 20. září 2006 proti týmu Top OSS. Proti Vitesse 1. října prohrával Groningen po 80 minutách v domácím prostředí 1:3, Suárezem zařízená penalta proměněná van de Laakem vedla ke snížení na 2:3. Dva Suárezovy góly vstřelené v 89. a 90. minutě otočily výsledek na vítězných 4:3. Ve své první sezóně v Evropě odehrál 37 zápasů a vstřelil 17 gólů, z toho 29 zápasů a 10 gólů v nizozemské lize, v níž Groningen skončil osmý. Napomohlo tomu úspěšné útočné partnerství s Erikem Nevlandem. Upoutal pozornost ostatních klubů včetně Ajaxu, jehož nabídku 3,5 milionu € celek z Groningenu odmítl. Suárez se obrátil na KNVB (nizozemský fotbalový svaz), ten však 9. srpna 2007 rozhodl v jeho neprospěch. Tentýž den Ajax navýšil částku na 7,5 milionu €, která již byla akceptována.
Přestup do Ajaxu byl oznámen 9. srpna 2007. Ten Suáreze zakoupil za 7,5 milionu € a podepsal s ním smlouvu na pět let. V dresu Ajaxu debutoval ve 3. předkole Ligy mistrů 15. srpna 2007 proti Slavii Praha (porážka Ajaxu 0:1). Čtyři dny nato započala ligová sezóna a Ajax se představil na hřišti nováčka De Graafschap. Zvítězil 8:1 a debutovým gólem se na tom podílel i Suárez. Dvěma góly se 26. srpna 2007 uvedl též domácímu publiku Amsterdam Areny při výhře 4:1 nad Heerenveenem. Proti Feyenoordu 11. listopadu se na hřišti nepohodl se spoluhráčem Albertem Luquem ohledně zahrávání přímého kopu. Během poločasové přestávky došlo v šatnách k potyčce, oba byli vystřídáni a klubem pokutováni. V ligovém klání 16. března 2008 vstřelil při výhře 4:1 svůj první hattrick za Ajax, dva góly padly z penalty. V první sezóně zisk trofeje neoslavil, v lize se totiž Ajax umístil druhý za PSV Eindhoven. V tabulce střelců Eredivisie se Suárez se 17 góly umístil třetí, nejlepším se stal se 33 góly jeho spoluhráč Klaas-Jan Huntelaar, s nímž uruguayský útočník utvořil obávané útočné duo.
Po evropském šampionátu Euro 2008 převzal Ajax trenér Marco van Basten, bývalý slavný nizozemský útočník. Dle Suárezových pozdějších slov spolu nevycházeli, jednou z příčin bylo množství Suárezových žlutých karetních trestů. Van Basten Ajax po roce opustil, když nedokázal mužstvo kvalifikovat do Ligy mistrů UEFA. Uruguayský útočník se dočkal Ceny Rinuse Michelse pro hráče sezóny, ohledně níž rozhoduje hlasování fanoušků. V lize vstřelil 22 gólů, o jediný gól tak zaostával za Mounirem El Hamdaouim z Alkmaaru.
Van Bastena vystřídal Martin Jol a ten přešel k rozestavení 4–4–2, v jehož útoku se po odchodu Huntelaara vedle Suáreze střídali Dennis Rommedahl, Marko Pantelić a příchozí Mounir El Hamdaoui. Mužstvo oproti minulosti více spoléhalo na individuální dovednosti hráčů a nejvíce se to projevovalo právě na Suárezovi, jehož střelecká potence dále vzrostla. Trenérovým rozhodnutím se stal kapitánem, v této roli nahradil odešlého Thomase Vermaelena.  Již ve druhém ligovém kole dne 8. srpna 2009 vsítil při výhře 4:1 hattrick Waalwijku. V úvodním utkání čtvrtého kola play-off Evropské ligy UEFA dne 20. srpna 2009 vstřelil Suárez čtyři góly Slovanu Bratislava. Výhry 5:0 a 2:1 zaručily postup do hlavní fáze Evropské ligy. Čtyřmi góly se blýskl i v lize při výhrách 4:0 proti VVV-Venlo v září 2009 a Roda JC v únoru 2010. V osmifinále domácího poháru KNVB Beker 23. prosince proti Wezepu se mezi gólové střelce zapsal šestkrát a pomohl vysoké výhře 14:1. Finále poháru s Feyenoordem se hrálo ve dvou utkáních – Ajax nejprve zvítězil 2:0 a později 4:1. Suárez se dvakrát prosadil při venkovní odvetě na De Kuip a oslavil zisk své první trofeje s Ajaxem. Rovněž stanul jako nejlepší střelec soutěže s 8 góly. Suárezových 35 gólů forvardovi vyneslo korunu střelců i v Eredivisii a dorovnal počin Mateji Kežmana za PSV ze sezóny 2002/03. Oba tak byli nejgólovějšími zahraničními fotbalisty v jedné sezóně nizozemské ligy. Ajax navzdory 106 vstřeleným gólům skončil druhý za překvapením v podobě FC Twente. Za celosezónní výkony obdržel cenu pro nejlepšího hráče nizozemské ligy. Příznivci Ajaxu jej podruhé v řadě zvolili hráčem sezóny a byla mu tak znovu udělena Cena Rinuse Michelse.
Po návratu z dovolené po Mistrovství světa si 28. července 2010 připsal 100. gól za Ajax ve třetím předkole Ligy mistrů proti PAOK Soluň při remíze 1:1. Tímto se zařadil mezi hvězdné fotbalisty, jakými byli Dennis Bergkamp, Johan Cruijff či Van Basten, kteří této mety dosáhli před ním. O čtyři dny později si zahrál o superpohár Johan Cruijff Schaal s Twente, ještě před poločasovou přestávkou však byl vyloučen za obounohý skluz na Cheicka Tiotého a neodvrátil porážku 0:1. V srpnové odvetě proti PAOKu opět skóroval, po remíze 3:3 postoupilo mužstvo do skupinové fáze díky pravidlu venkovních gólů. Koncem měsíce se při výhře 5:0 proti De Graafschapu prosadil třikrát. Před domácími diváky vstřelil dne 19. října druhý gól utkání Ligy mistrů při výhře 2:1 proti Auxerre. V listopadovém utkány ligy proti rivalovi PSV Eindhoven pokousal na krku protihráče Otmana Bakkala, za což si odnesl dodatečný trest zákazu startu v sedmi ligových utkáních.
Celkem odehrál za Ajax 159 oficiálních utkání a v součtu (i s přátelskými zápasy) nastřílel 111 gólů, na 68 jich přihrál. Amsterdamský klub opustil jako jeho druhý nejlepší zahraniční střelec s 111 góly za Finem Jarim Litmanenem se 133 góly. Během svého odchodu z nizozemské ligy byl s 91 góly druhým nejlepším střelcem původem ze zahraničí za Brazilcem Romáriem s 98 góly.

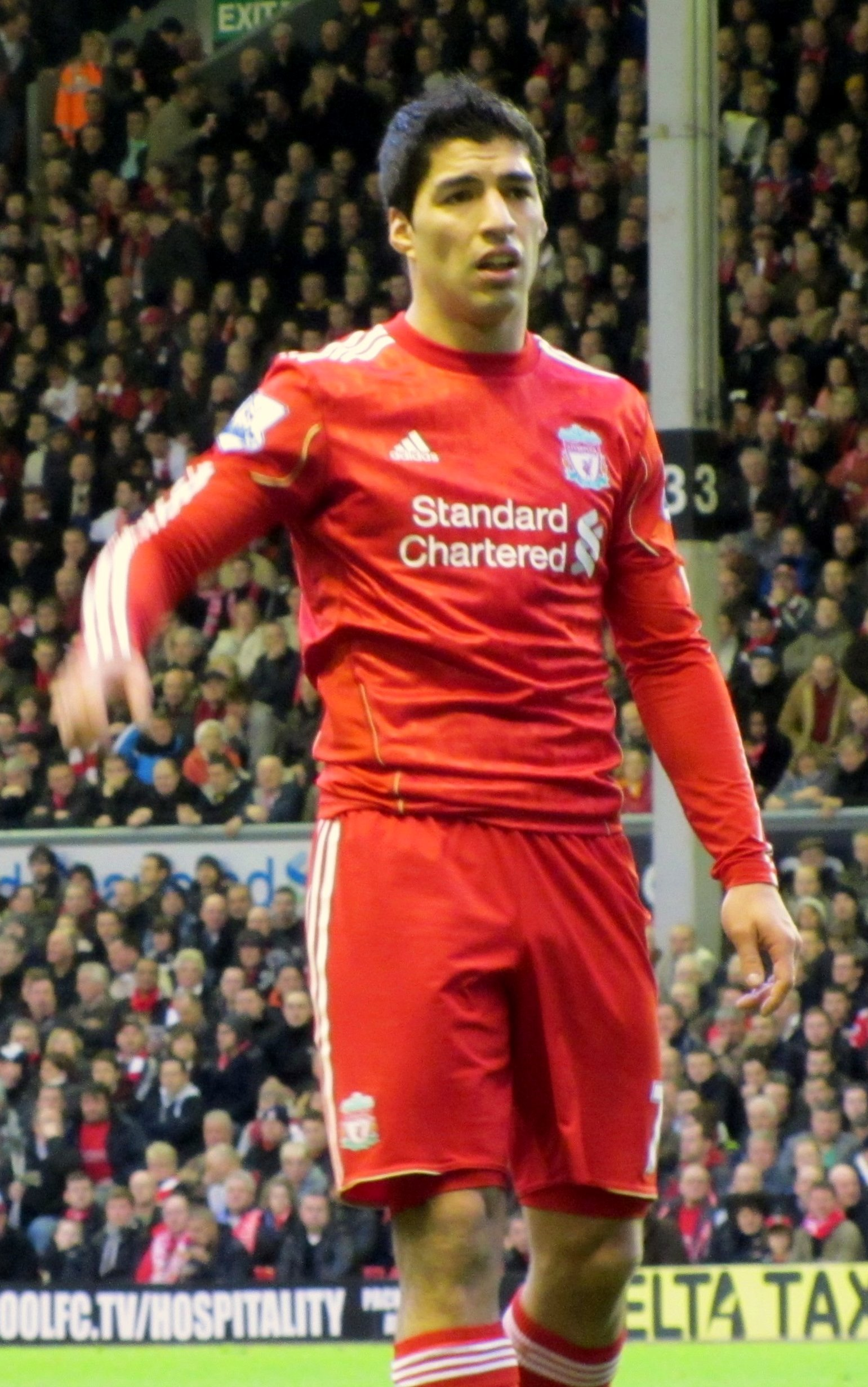
Luis Suárez v dresu Liverpoolu.

### Liverpool FC
V lednu 2011 přestoupil za 26,5 milionu eur do Liverpool FC jako náhrada za odcházejícího Ryana Babela, smlouvu s Ajaxem měl do 30. června 2013. Hned při své premiéře proti Stoke City zaznamenal svůj první gól. Suárez se také dobře prezentoval v zápasech proti West Hamu, kdy přihrál na gól. Následně se stal mužem zápasu v ostře sledovaném duelu proti Manchesteru United, kde se podílel na všech 3 gólech. V zápase proti Sunderlandu se prezentoval gólem z téměř nulového úhlu. Po zápase se k němu vyjádřil i bývalý asistent Chelsea a současný asistent Liverpoolu Steve Clarke, který ho přirovnal k legendě ostrovního fotbalu Gianfrancu Zolovi. "Vždycky je to obtížné, u kluků z ciziny obzvlášť, mít hned od začátku velký dopad na hru. Pokud bych měl vybrat někoho, kdo takto ihned po příchodu zapůsobil, tak by to byl Gianfranco Zola. Byl jsem v Chelsea v době, kdy přišel a myslím, že ve své první sezóně hrál jen sedm měsíců, ale hned se stal fotbalistou celé sezóny dle sportovních novinářů, což vám ukáže, jaký účinek hned měl. Vidím tu podobnost s Luisem, což je fantastické."
Po zisku zlaté medaile na Copa América prožil nepodařenou ligovou sezónu 2011/12, v níž se Liverpool umístil osmý. V úvodním utkání ligy dne 13. srpna se Sunderlandem jednou skóroval. Jelikož předtím neproměnil pokutový kop, dopadl zápas remízovým výsledkem 1:1. Merseyside derby, hrané 1. října na stadionu Goodison Park skončilo vítězstvím Liverpoolu 2:0 a Suárez – opět tahoun svého mužstva – se na tom přičinil jedním gólem, svým prvním proti Evertonu. Dne 26. února 2012 odehrál finále ligového poháru proti Cardiff City, v němž sehrál roli u vyrovnávacího gólu Martina Škrtela na 1:1, kdy se slovenský obránce dostal k míči poté, co zprvu Suárez trefil brankovou konstrukci. Prodloužení skončilo výsledkem 2:2 a Liverpool následně uspěl v penaltovém rozstřelu. Ligový pohár klub získal poprvé od roku 2003. Prvním hattrickem za Liverpool byl ten vstřelený Norwichi v utkání hraném 28. dubna, urodila se výhra 3:0. Finále Poháru FA 5. května proti Chelsea skončilo prohrou 1:2. Suárez se neprosadil, soupeřova obrana jej držela izolovaného. V anketě o Zlatý míč FIFA za rok 2011 skončil na šestém místě.
Dne 7. srpna 2012 podepsal novou smlouvu. Svůj první gól sezóny 2012/13 vstřelil dne 26. srpna proti obhájci Manchesteru City při domácí remíze 2:2 na Anfield Road. Liverpool na tříbodový zisk dosáhl až v 6. kole ligy na půdě Norwiche 29. září. Při výhře 5:2 vstřelil Suárez hattrick a přidal také asistenci. Dne 6. ledna 2013 rozhodl Suárez o výhře 2:1 a postupu do čtvrtého kola Poháru FA nad Mansfield Town hrající pátou ligu. Jím vstřelený gól následoval po zahrání rukou, za což si později vysloužil pískot diváků, avšak rozhodčí ruku přehlédli. Trenér Brendan Rodgers se po zápase svého svěřence zastával s tím, že není Suárezovou povinností přiznávat se. Trenér Mansfieldu vyjádřil své zklamání, připustil ovšem, že podobný gól vlastního týmu by považoval za přijatelný. O tři týdny později se gólově prosadil proti Oldhamu a v utkání poprvé vedl Liverpool jako kapitán, pohárovému vyřazení po prohře 2:3 však nezabránil.
Dne 2. března 2013 se hattrickem podílel na výhře Liverpoolu 4:0 proti domácímu Wiganu, díky čemuž se posunul na čelo tabulky střelců Premier League před Robina van Persieho z Manchesteru United. Ten se nakonec dostal před něj, Suárez navíc dostal v závěru sezóny 2012/13 desetizápasový distanc za pokousání obránce Chelsea FC Branislava Ivanoviće, takže do umístění v tabulce kanonýrů už nemohl zasáhnout (trest na 5 zápasů se mu přenesl do sezony 2013/14). Ještě před tímto incidentem byl zařazen do Jedenáctky roku Premier League (Premier League Team of the Year) 2012/13. Suárez nakonec skončil v tabulce kanonýrů na konci ročníku s 23 vstřelenými góly na druhém místě za Robinem van Persiem.
Na konci května byl vyhlášen klubovým hráčem sezóny.
Během letního přestupového období se Suárez neúspěšně pokusil vynutit přestup. Po uplynutí trestu z předchozího ročníku se 25. září 2013 vrátil do sestavy pro venkovní zápas třetího kola ligového poháru s Manchesterem United. Suárez, na něhož soupeřovi příznivci pískali, podal povedený výkon a z přímého kopu trefil tyč, Liverpool přesto prohrál 0:1. Čtyři dny nato znovu startoval v utkání Premier League proti Sunderlandu a takřka po půl roce v soutěži opět skóroval, a to rovnou dvakrát při výhře 3:1. Čtvrtý hattrick a jeho první na Anfieldu zaznamenal 26. října při výhře 4:1 proti West Bromwichi.
Dne 4. prosince 2013 vstřelil ve 14. ligovém kole 4 góly proti Norwichi a také si připsal jednu asistenci. Měl tak lví podíl na výhře Liverpoolu 5:1. Zároveň se stal prvním fotbalistou v historii anglické Premier League, který vstřelil tři hattricky proti jednomu stejnému klubu. Proti Norwichi si vylepšil svou bilanci na 11 gólů v 5 zápasech. Kapitánskou pásku do utkání anglické ligy poprvé navlékl 15. prosince proti Tottenhamu. Pod debaklem soupeře po výsledku 5:0 se podepsal dvěma góly a dvěma asistencemi a přiblížil tým k ligu vedoucímu Arsenalu. V prosinci také prodloužil s LFC smlouvu, ačkoli v létě toužil odejít, klub jej však nepustil. V podzimní části sezóny 2013/14 si udržoval fantastickou formu, neboť ve čtyřech zápasech Premier League po sobě skóroval vždy minimálně dvakrát, což byl nový rekord soutěže. Navíc dokázal i góly připravovat. Liverpool se i díky jeho produktivitě dostal do čela průběžné tabulky. 22. března 2014 vsítil další hattrick proti Cardiff City FC, měl výrazný podíl na výhře 6:3. V sezoně 2013/14 vytvořil silnou útočnou vozbu s Danielem Sturridgem (které se přezdívalo SAS - Suárez and Sturridge, podle známých britských speciálních jednotek SAS). V posledním kole Liverpoolu ligový titul unikl, ale Suárez se stal s 31 góly nejlepším kanonýrem Premier League (dal o 10 gólů více než druhý Sturridge). Vyrovnal jak počin Alana Shearera ze sezóny 1995/96, tak Cristiana Ronalda 2007/08. Na rozdíl od Ronalda ovšem nepotřeboval jediný gól z penalty. V žebříčku nahrávačů skončil se 12 asistencemi druhý za svým spoluhráčem Stevenem Gerrardem. Po sezoně byl vyhlášen nejlepším hráčem Premier League podle sportovních novinářů (FWA Footballer of the Year) i samotných hráčů (PFA Players' Player of the Year). Na začátku května byl rovněž opětovně vyhlášen klubovým hráčem sezóny.

### FC Barcelona
Dne 11. července 2014, v době probíhajícího trestu od FIFA za incident na Mistrovství světa v Brazílii, se vedení Liverpoolu dohodlo se zástupci Barcelony na prodeji svého hráče za 75 milionů liber  (v přepočtu asi 2,6 miliardy českých korun - v té době se jednalo o 3. nejdražší přestup v historii fotbalu). Suárezovi právníci nakonec uspěli s odvoláním u Mezinárodní sportovní arbitráže v Lausanne, která jeho čtyřměsíční trest sice nezrušila, ale alespoň mu dovolila trénovat s týmem a hrát přípravné zápasy. V dresu Barçy se tak poprvé představil 18. srpna 2014 v tradičním domácím utkání o trofej Joana Gampera proti mexickému týmu Club León (na hřiště přišel v 77. minutě). Koncem září nastoupil také za „B“ tým Barcelony v přátelském utkání s výběrem Indonésie U19. Katalánci vyhráli 6:0, Suárez odehrál celých 90 minut a vstřelil 2 góly.

#### Sezóna 2014/15
Kvůli již zmiňovanému trestu nemohl nastoupit v úvodních osmi kolech španělské ligy a také ve třech kolech Ligy mistrů. První soutěžní zápas za Barcelonu tedy odehrál až 25. října 2014 proti Realu Madrid na stadionu Santiaga Bernabéua. Na hřišti byl 69 minut a připsal si asistenci u jediného gólu svého týmu (Barça prohrála 1:3). První branku v modro-červeném dresu vstřelil 25. listopadu 2014 ve 4. kole Ligy mistrů na hřišti kyperského APOEL FC. Premiérovou trefu ve španělské Primera División zaznamenal 20. prosince 2014 v domácím utkání proti Córdobě. Přestože Suárezovy výkony nebyly špatné, z pozice pravého křídla, kde pravidelně nastupoval, se mu střelecky příliš nedařilo. Do Vánoc sice zaznamenal 6 asistencí, ale pouze 3 góly, což bylo na útočníka jeho kvalit velmi málo. Na to tehdejší trenér Luis Enrique zareagoval tím, že na pravou stranu přesunul Lionela Messiho, takže Suárez mohl hrát jako klasický hrotový útočník, na což byl v minulých letech zvyklý. Koncem března 2015 vstřelil před vyprodaným Nou Campem vítězný gól ve slavném El Clásicu a výrazně tak svému týmu pomohl upevnit si vedoucí pozici v tabulce. První hattrick v dresu katalánského giganta nasázel 2. května 2015 v ligovém zápase na půdě Córdoby, kterou Barcelona porazila vysoko 8:0. Ve finále Ligy mistrů, které se hrálo 6. června 2015 na Olympijském stadionu v Berlíně, vstřelil proti italskému Juventusu Turín vítězný gól, když v 68. minutě nekompromisně dorazil míč do odkryté brány. Barça vyhrála 3:1 a po čtyřech letech opět slavila titul v této milionářské soutěži. Společně s Lionelem Messim a Neymarem vytvořil ofenzivní trio známé jako "MSN" (Messi - Suárez - Neymar) nebo také "El Tridente" (Trojzubec). Tito tři hráči dokázali za jednu sezónu nastřílet úctyhodných 122 gólů, čímž vytvořili nový rekord. Luis Suárez odehrál napříč všemi soutěžemi 43 zápasů, ve kterých zaznamenal celkem 25 gólů a 22 asistencí. Hned v první sezóně ve Španělsku vyhrál treble, tzn. španělskou ligu, španělský pohár i Ligu mistrů.

#### Sezóna 2015/16

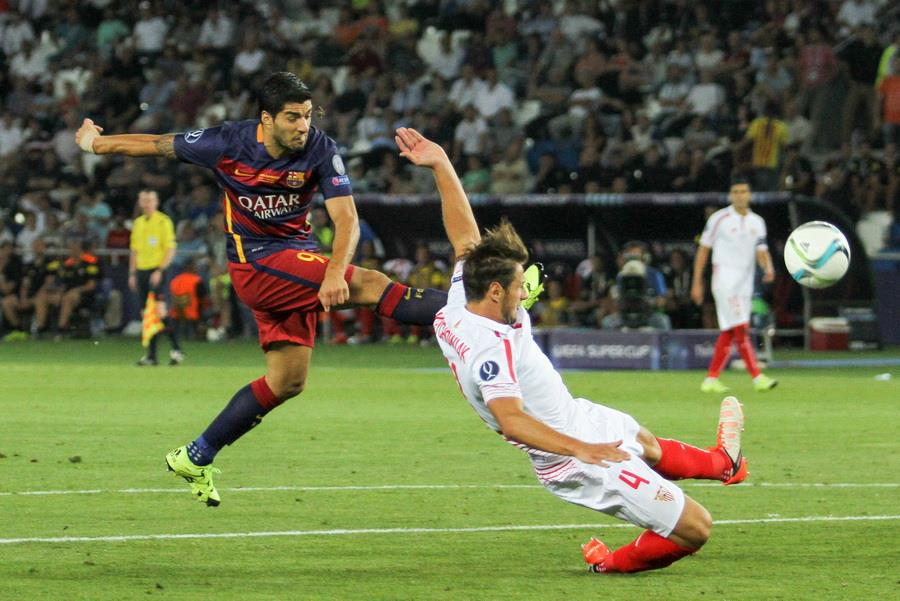
Luis Suárez vstřelil gól Seville ve Španělském superpoháru v roce 2015

Suárez odstartoval sezónu 2015/16 zápasem o Superpohár UEFA dne 11. srpna 2015, ve kterém gólem a asistencí přispěl k výhře 5:4 po prodloužení nad Sevillou.
Další den se dočkal nominace na nejlepšího fotbalistu Evropy podle UEFA za uplynulou sezónu, přičemž jeho konkurenty byli jeho spoluhráč Lionel Messi a Cristiano Ronaldo.
Během venkovního ligového utkání proti Getafe (10. kolo) vstřelil 300. gól své kariéry, kterým pomohl vyhrát 2:0.
Dvěma góly v listopadovém El Clásicu na stadionu Realu Madrid pomohl vyhrát 4:0.
Suárez se zúčastnil prosincového Mistrovství světa klubů 2015, kde v semifinále 17. prosince třemi góly vyřadil čínský klub Kuang-čou Evergrande (anglicky Guangzhou Evergrande).
Další dva góly nasměroval do sítě River Plate ve finále při výhře 3:0, čímž Barcelona získala pod trenérem Luisem Enriquem pátou trofej v kalendářním roce ze šesti možných.
Suárez obdržel Zlatou kopačku pro nejlepšího střelce šampionátu a též cenu pro nejlepšího hráče šampionátu.
Suárezovy čtyři góly a Messiho hattrick přihrály v únorovém utkání s Valencií výhru 7:0 Barceloně, která tímto prodloužila sérii bez porážky na 27 utkání napříč všemi soutěžemi.
V dubnu čtyřgólové představení zopakoval v lize proti Deportivu La Coruña a v utkání přidal tři asistence, Barcelona vyhrála 8:0. Podíl na sedmi gólech v jednom duelu ve španělské lize v 21. století dosud nikdo neměl.
Když hned další utkání znovu vsítil čtyři góly proti Sportingu de Gijón, poprvé se tak ve španělské lize fotbalista trefil čtyřikrát ve dvou po sobě jdoucích utkáních.

#### Sezóna 2016/17
Suárezův gól pomohl k výhře 2:0 nad Sevillou ve Španělském superpoháru Supercopa de España odehraném 14. srpna.
Do odvety tři dny nato nezasáhl, Barcelona ovšem zvládla i domácí zápas. V úvodním rovněž srpnovém utkání La Ligy nastoupil proti Betisu a hattrickem přispěl k výhře 6:2. Nadto se v Barceloně poprvé prosadil z přímého kopu.
Jeho stým utkáním za katalánský klub bylo domácí klání s Deportivem Alavés 10. září 2016, které na Camp Nou překvapivě vyhrálo 2:1.
Během této stovky utkání vstřelil více gólů (88) než před ním Lionel Messi za stejnou porci utkání a o sedm méně než Cristiano Ronaldo v jeho prvních sto utkáních za Real Madrid. Oba hráče překonal v počtu asistencí (43).
Při vítězství 7:0 v prvním utkání skupiny Ligy mistrů odehraném 13.září proti Celtiku vstřelil dva góly. Čtyři dny nato se podílel na výhře 5:1 nad Leganés. Během domácího El Clásica 3. prosince otevřel skóre gólem z hlavičky, do té doby neporažený Real Madrid však vyrovnal na konečných 1:1. Přičinil se o tři ze čtyř gólů při výhře 4:1 v derby proti Espanyolu hraném 18. prosince, dva z nich vstřelil. V této době prodloužil smlouvu do roku 2021.
V lednu 2017 zaznamenal stovku gólů v klubu, na což mu stačilo 120 utkání. Jeho trefa zamířila do sítě Athleticu Bilbao v prvním utkání osmifinále Španělského poháru Copa del Rey. V prvním ze dvou semifinálových střetnutí Copy s Atlétikem Madrid 1. února vstřelil první gól při výhře 2:1, kdy prodribloval obranou soupeře od půlky hřiště. O šest dní později byl po opětovném otevřením skóre v odvetě vyloučen po dvou žlutých kartách a postupující Barcelona tak byla nucena se bez něho ve finále obejít. V pozápasovém rozhovoru vyjádřil nesouhlas s vyloučením po faulu na Kokeho, jelikož odpískání faulu považoval za přísné a prozradil svoji touhu podat s klubem odvolání. Na konci května Barcelona i bez Suáreze uspěla v pohárovém finále proti Alavés a zisk této trofeje oslavila potřetí v řadě.
Ve třetí minutě osmifinálové odvety hrané 8. března v Lize mistrů proti PSG otevřel skóre gólem hlavou. Barcelona stanovila nový rekord, když dokázala obrátit manko z úvodního duelu, který prohrála 0:4. Po faulu Marquinhose na Suáreze vstřelil Neymar v 91. minutě gól na 5:1, aby později Sergi Roberto přiklonil vítězství 6:1 na stranu katalánského týmu.

#### Sezóna 2017/18
V průběhu září 2017 přehrála Barcelona svého katalánského rivala Gironu 3:0 v prvním vzájemném derby v nejvyšší lize. Girona si dala dva vlastní góly, jeden gól pak vstřelil právě Suárez. Barcelona tak po šesti kolech disponovala maximem bodů.
Na madridském stadionu Wanda Metropolitano čelil Suárez obraně domácího Atlética Madrid, v 82. minutě vyrovnal na 1:1 a podržel ligovou sérii bez porážky.
Následovalo střelecké sucho a zranění na reprezentačním sjezdu, poté se však Suárez vrátil a vstřelil první dva ze tří gólu Barcelony do sítě Leganésu.
Dvěma góly v prosinci pokořil obranu Deportiva La Coruña,
šest dní nato – 23. prosince – pak otevřel skóre v El Clásicu proti Realu Madrid při výhře 3:0 na půdě v Madridu. Barcelona se tak po neúplném 17. kole tyčila na prvním místě ligové tabulky s devítibodovým náskokem. Pro Suáreze šlo o 400. gól profesionální kariéry. Za prosincové výkony byl vyhlášen nejlepším hráčem měsíce.
Ve venkovním zápase proti Betisu dne 22. ledna 2018 dosáhl hranice 100 gólů v La Lize a dvěma góly přispěl k porážce domácích 5:0. Dne 24. února vstřelil Gironě hattrick a Barcelona nad soupeřem zvítězila 6:1. První gól v Lize mistrů v sezóně zaznamenal proti AS Řím 4. dubna 2018 při čtvrtfinálovém vítězství 4:1. Ta však na postup nestačila, Barcelona venkovní odvetu prohrála 0:3.
Suárez skóroval rovněž 14. dubna proti Valencii při výhře 2:1. Katalánci stanovili nový rekord La Ligy, když za 39 ligových zápasů nepoznali porážku. Dvěma trefami v Madridu pomohl dne 21.dubna vyhrát 5:0 nad Sevillou ve finále španělského poháru, který Barcelona opanovala počtvrté v řadě. Svěřenci trenéra Ernesta Valverdeho získali titul dne 29. dubna po výhře 4:2 na hřišti Deportiva La Coruña. Suárez asistoval u všech třech gólů Lionela Messiho.

#### Sezóna 2018/19
Druhý zářijový den vsítil dva góly klubu Huesca, která na Camp Nou prohrála vysoko 2:8.
Ve čtvrtém ligovém kole góly Suáreze a Dembélého pomohly otočit utkání na Realu Sociedad z 0:1 na 2:1, čímž Katalánci zvítězili ve všech čtyřech úvodních utkáních La Ligy.
Proti Realu Madrid v říjnovém derby El Clásico se soupeři předvedl vstřelením hattricku a podepřel tak vítězství 5:1 na domácí půdě.
Za své říjnové ligové výkony, kdy zastoupil zraněného Lionela Messiho a nasbíral 4 góly a 2 gólové asistence, obdržel ocenění hráče měsíce.
Na začátku dubna se střelou z voleje prosadil proti Villarrealu ve strhujícím venkovním utkání, které skončilo 4:4.
Jeho vyrovnávací v nastaveném čase na 4:4 z něj učinil historicky nejgólovějšího Uruguayjce v La Lize, překonal tak svého bývalého reprezentačního spoluhráče Diega Forlána.

#### Sezóna 2019/20
Dne 9. července 2020 jediným gólem utkání rozhodl derby proti Espanyolu, čímž druhý barcelonský klub definitivně poslal do druhé ligy. Suárez se se spoluhráči touto výhrou opět přiblížil prvnímu Realu a udržel naději na zisk prvenství. Suárezův gól byl jeho 195. soutěžní trefou v Barceloně, čímž v klubovém historickém žebříčku uzmul třetí příčku před někdejším československým fotbalistou Ladislavem Kubalou.

### Atlético Madrid

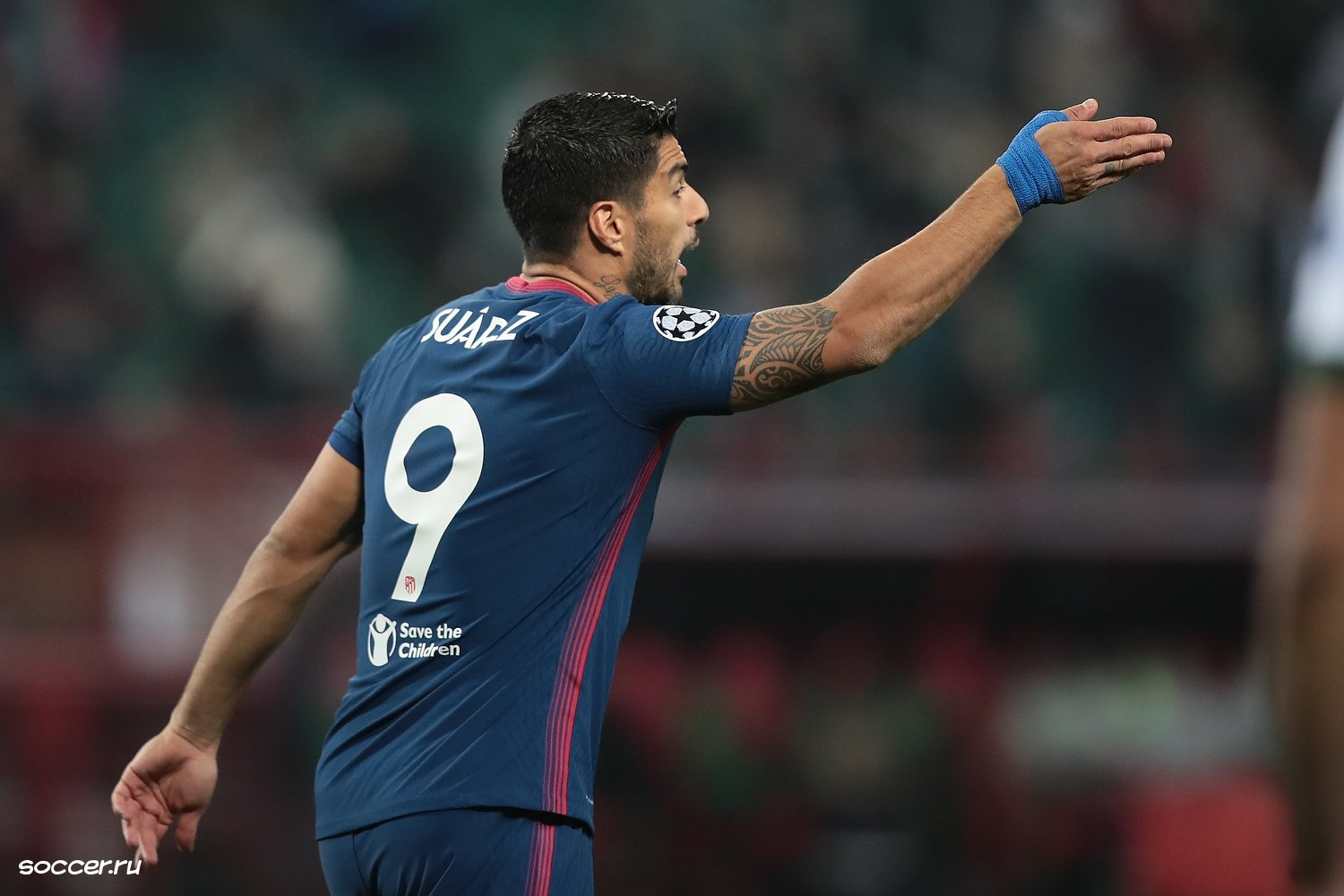
Suárez v utkání Ligy mistrů UEFA proti Lokomotivu v listopadu 2020

Dne 24. září 2020 přestoupil Suárez z týmu FC Barcelona do týmu Atlético Madrid za 6 milionů euro (v přepočtu za 162 milionů korun).
V debutovém utkání 27. září 2020 v úvodním kole La Ligy proti Granadě se v konkurenci Joãa Félixe, Diega Costy a Ángela Correy dostal na hřiště na závěrečných 20 minut, během nichž nejprve při prvním dotyku s míčem asistoval gólu Marcose Llorenteho na 4:0, aby posléze ještě sám dva góly přidal. Svěřenci trenéra Diega Simeoneho tímto vyhráli 6:1.
Dne 3. ledna 2021 vstřelil po 90. minutě gól Deportivu Alavés v 17. kole a navíc přispěl k venkovní výhře 2:1 jednou asistencí. Byl to jeho devátý gól za Atlético a se započtením dvou asistencí za 11 zápasů překonal útočníka Radamela Falcaa, co se týče nejlepšího (nejproduktivnějšího) startu v tomto madridském týmu.
Ve 28. kole vstřelil Suárez jediný gól domácího střetu odehraného 21. března s Deportivem Alavés, čímž jednak dosáhl 500. kariérního gólu na klubové a reprezentační úrovni celkově, a jednak pomohl udržet čtyřbodový náskok na čele ligové tabulky.
Atlético bojovalo o titul do posledního kola, ve kterém si mohlo zajistit trofej výhrou nad Realem Valladolid na úkor druhého Realu Madrid. Závěrečný zápas odehraný 22. května 2021 Atlético prohrávalo, skóre však otočilo a druhý gól vstřelil právě Suárez. Realu Madrid nestačila ani jeho výhra, Atlético totiž vyhrálo 2:1 a získalo 11. titul klubové historie a první od roku 2014.
V žebříčku střelců La Ligy Suárezovi náleželo čtvrté místo se 21 góly za trojicí Messi, Benzema, Moreno.

### Návrat do Nacionalu
Dne 26. července 2022 Suárez oznámil, že zadarmo přestupuje do svého mateřského klubu Nacional.

### Grêmio
Dne 31. prosince 2022 Suárez podepsal kontrakt na 2 roky s brazilským klubem Grêmio. Podle všeho měl i nabídky z klubů MLS, ale dal přednost lepší nabídce od brazilského celku. Do prvního zápasu proti São Luiz nastoupil 17. ledna 2023 a pomohl hattrickem k vítězství 4:1.
Nakonec v klubu vzhledem k potížím s koleny (před každým zápasem si musel a musí píchat injekce) odehrál pouze jednu sezónu, v níž vsítil 17 gólů a na 11 jich přihrál, což z něj učinilo nejužitečnějšího hráče celé ligy a tím také pomohl Grêmiu k celkovému druhému místu v brazilské lize.

### Inter Miami
Dne 22. prosince 2023 Suárez podepsal roční kontrakt s možností prodloužení o další rok s americkým klubem Inter Miami, kde se přidal ke svým staronovým spoluhráčům z Barcelony, k Jordi Albovi, Sergio Busquetsovi a Lionelu Messimu. Debutoval 20. ledna 2024 v bezbrankové remíze v přátelském utkání proti Salvadoru. Svůj první gól vstřelil v přátelském utkání proti Al Hilalu 29. ledna.

## Reprezentační kariéra

### Mládežnické reprezentace

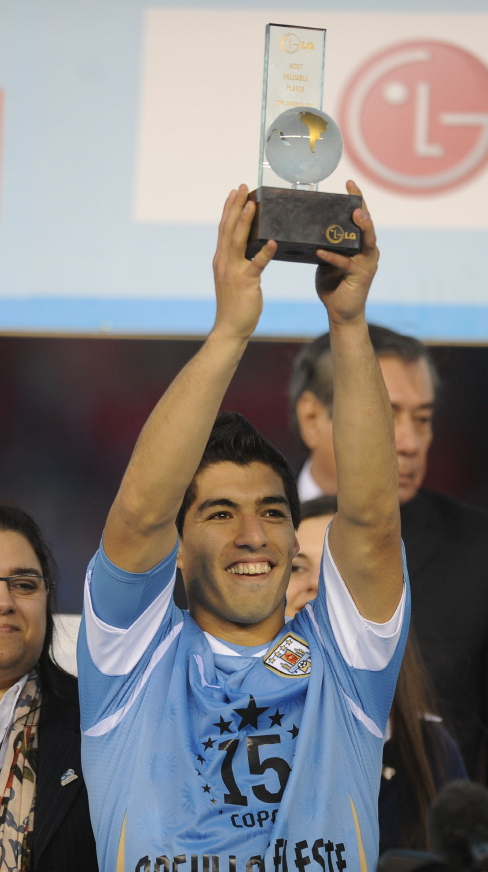
Luis Suárez v dresu Uruguaye přebírá cenu pro nejlepšího hráče na turnaji Copa América 2011.

Zúčastnil se Mistrovství světa do 20 let 2007 v Kanadě, kde jeho tým vypadl v osmifinále po prohře 1:2 v prodloužení s USA. Mezi jeho spoluhráči byli např. Edinson Cavani, Martín Cáceres a další.
Byl členem soupisky na Letní olympijské hry 2012 v Londýně.

### A-mužstvo
V reprezentačním A-týmu Uruguaye debutoval 8. února 2007 při výhře 3:1 v zápase proti Kolumbii. V 85. minutě byl rozhodčím za odmlouvání vyloučen po druhé žluté kartě.
V červnu 2010 byl nominován na MS 2010 v Jihoafrické republice. V rozhodujícím utkání Uruguaye o postup do finále proti Holandsku (Nizozemsko vyhrálo 3:2) však nemohl nastoupit, protože byl vyloučen v předchozím utkání pro ruku v pokutovém území, za níž byla proti Uruguayi ve čtvrtfinále ve prospěch Ghany nařízena penalta. Po remíze i v prodloužení nemohl již ani v penaltovém rozstřelu (4:2 ve prospěch Uruguaye) působit. Přesto na tomto fotbalovém mistrovství světa vstřelil tři branky, což bylo o 2 méně než vsítili nejlepší střelci (Diego Forlán, Thomas Müller, Wesley Sneijder a David Villa).
Dne 8. října 2010 zaznamenal hattrick v přátelském utkání proti Indonésii, jihoamerické mužstvo porazilo svého asijského soupeře drtivým skóre 7:1. Mimo něj se třikrát střelecky prosadil i jeho spoluhráč Édinson Cavani. V červenci 2011 výrazně pomohl reprezentaci Uruguaye již k patnáctému prvenství na Copa América. Na úvod šampionátu vsítil srovnávací gól na 1:1 proti Peru. Po postupu ze skupiny čelila Uruguay domácí Argentině. Prodloužení duel nerozhodlo, v penaltovém rozstřelu ovšem Uruguayci uspěli a proměněnou penaltou se na tom podílel i Suárez. Trefil se dvakrát v semifinále proti Peru (výhra 2:0) a jednou ve finále proti Paraguayi (výhra 3:0) a byl také vyhlášen nejlepším hráčem turnaje.
Dne 11. listopadu 2011 zařídil v kvalifikaci na MS 2014 čtyřmi góly vítězství 4:0 nad Chile. S jedenácti brankami se stal nejlepším střelcem zóny CONMEBOL v kvalifikaci na MS 2014 a zároveň nejlepším kanonýrem tohoto kvalifikačního cyklu celkově (společně s Nizozemcem Robinem van Persiem a belizským reprezentantem Deonem McCaulaym).
Trenér Óscar Tabárez jej nominoval na Mistrovství světa 2014 v Brazílii. V prvním utkání Uruguaye v základní skupině D proti Kostarice (porážka 1:3) nehrál, nebyl připraven po operaci kolene. Nastoupil až ve druhém zápase proti Anglii (která měla v kádru až 5 jeho spoluhráčů z Liverpoolu). Tento tah se ukázal být důležitým, neboť Suárez zařídil dvěma góly vítězství 2:1. Hrál i ve třetím zápase proti Itálii, kde šlo mezi těmito týmy (a bývalými světovými šampiony) o přímý postup do osmifinále, a tentokrát předvedl svůj charakteristický zkrat (již třetí ve své kariéře) - pokousal italského stopera Giorgia Chielliniho. Přesto nebyl vyloučen a Uruguay zdolala soupeře z Apeninského poloostrova nejtěsnějším výsledkem 1:0 a postoupila do osmifinále. Následně dostal od FIFA dodatečný trest a na šampionátu už nemohl nastoupit.

### MS 2018
Roku 2018 se Suárez zúčastnil svého třetího světového šampionátu pořádaného Ruskem. Uruguay se na úvod skupiny „A“ střetla s Egyptem a vyhrála 1:0. Suárez podal nepodařený výkon, při kterém neproměnil několik gólových příležitostí.
Ve druhém utkání proti Saúdské Arábii odehrál 100. reprezentační duel kariéry. K jubileu přidal jediný gól tohoto utkání a Uruguayi si tak se šesti body zaručila postup do osmifinále a na třetím mistrovství v řadě postoupila do vyřazovacích bojů.
Ve třetím utkání s dalším jistým postupujícím, domácím Ruskem, se po deseti minutách prosadil z přímého kopu a odehrál celé utkání, které dopadlo výhrou Uruguaye 3:0.
Osmifinále proti Portugalsku nabídlo střet nejlepších světových útočníků se Suárezem a Cavanim na jedné a Cristianem Ronaldem na druhé straně. Uruguay vyhrála 2:1 a oba góly vstřelil Cavani, ten první pak po akci se Suárezem, který si tímto připsal asistenci.
Dalším soupeřem se stala Francie, budoucí vítěz tohoto šampionátu, proti které uruguayský trenér Óscar Tabárez nemohl nasadit zraněného Cavaniho. Vedle Suáreze se tak postavil Cristhian Stuani, ovšem ani on ani Suárez neodvrátili porážku 0:2, nastalo tak čtvrtfinálové vyřazení.

### Kvalifikace na Mistrovství světa 2022
V kvalifikačním zápase o mistrovství světa 2022 v Kataru 2. února 2022 vstřelil z penalty čtvrtý gól Uruguaye do sítě Venezuely při domácí výhře 4:1.

## Kontroverze
Přes své nesporné fotbalové schopnosti bývá Suárez často obviňován z přihrávání faulů a simulování. Je ochoten pro vítězství překročit i určitá zavedená pravidla. Dokáže se projevit i velmi nefotbalově, drobných prohřešků i závažných činů je celá řada. Na MS 2010 v Jihoafrické republice se střetla ve čtvrtfinále Uruguay s Ghanou. Suárez rukou vyrazil střelu Dominica Adiyiaha mířící do sítě. Byl sice vyloučen a rozhodčí nařídil pokutový kop, který ale Asamoah Gyan neproměnil. Ghana poté vypadla poměrem 2:4 v penaltovém rozstřelu. Suárez se radoval a své vyražení míče označil za „zákrok turnaje“, dodal, že by v případě nutnosti podobnou věc zopakoval znovu. V listopadu 2010 pokousal do krku během zápasu Ajaxu s PSV Eindhoven (0:0) protihráče Otmana Bakkala, za což si vysloužil přezdívku „kanibal z Ajaxu“. Dostal trest v podobě zákazu startu v sedmi zápasech.
V Premier League byl nařčen z rasistických výroků na adresu obránce Evry z Manchesteru United. V odvetě šestnáctifinále Evropské ligy 2012/13 hrál Liverpool proti ruskému Zenitu Petrohrad a Suárez vstřelil dva góly. Anglický klub zvítězil 3:1, což díky předchozí prohře 0:2 v Rusku na postup do osmifinále nestačilo. Uruguayský fotbalista při jednom střetu šlápl na záda obránci Zenitu Tomáši Hubočanovi, čehož bylo v jeho silách se vyvarovat.
Pokousání soupeře si neodpustil znovu, v utkání 34. kola Premier League 20. dubna 2013 pocítil stisk jeho chrupu na svém rameni srbský obránce Chelsea FC Branislav Ivanović. Rozhodčí to však nezaregistrovali a Suáreze nevyloučili, v 7. minutě nastavení tak mohl vyrovnat na konečných 2:2. Přestože se později za pokousání Ivanoviće na sociálních sítích omluvil, neschopnost sebeovládání se negativně projevuje i na pověsti klubu, v němž aktuálně působí. Za tento přečin dostal od klubu nespecifikovanou pokutu a od disciplinární komise anglické fotbalové asociace přísný trest zákazu startu v 10 soutěžních utkáních, čímž přišel v závěru soutěže o možnost zabojovat o korunu nejlepšího střelce Premier League.
Dne 24. června 2014 při zápase Uruguaye s Itálií v základní skupině D Mistrovství světa 2014 v Brazílii přišla další recidiva, pokousal do ramene italského stopera Giorgia Chielliniho. Rozhodčí i přes protesty Suáreze nevyloučil a nekoncentrovaní Italové inkasovali o minutu později gól na konečných 0:1, kvůli kterému nepostoupili do osmifinále. Disciplinární komise FIFA mu dodatečně udělila trest, ve kterém nesměl za Uruguay na mezinárodní scéně nastoupit v devíti utkáních, navíc měl na čtyři měsíce zastavenou činnost ve všech fotbalových soutěžích (nesměl hrát za Liverpool FC, trénovat s týmem a účastnit se jakýchkoli fotbalových aktivit, měl zákaz vstupu na stadiony) plus pokutu 100 000 švýcarských franků. Byl to nejtvrdší trest v historii světových šampionátů, překonal 8-zápasový distanc pro Itala Maura Tassottiho za zranění loktem Španěla Luise Enriqueho na Mistrovství světa ve fotbale 1994. Suárez své provinění i po vyřčení trestu tvrdošíjně odmítal, tvrdil, že ztratil rovnováhu a na Chielliniho rameno shora upadl. 30. června 2014 se na sociální síti Twitter přiznal, omluvil se Chiellinimu a slíbil, že už nebude v zápase nikdy hryzat. Samotný Chiellini omluvu přijal a vyjádřil přání snížení trestu pro Suáreze. Možnost hrát fotbal během doby trestu Suárezovi nabídl ředitel kosovského klubu KF Hajvalia, neboť na Kosovo se nevztahovalo nařízení FIFA, protože tou dobou nebylo jejím členem. Hráč by tak mohl trest obejít. To FIFA ještě v průběhu šampionátu vyloučila, ale pro prakticky neznámý kosovský klub to i tak znamenalo dočasné zviditelnění. 14. srpna 2014 mu sportovní arbitráž v Lausanne trest zmírnila, doba zákazu startu v soutěžních utkáních zůstala v platnosti, ale s klubem již mohl trénovat a odehrát přípravné zápasy.

## Úspěchy
Zdroj:

### Klubové
Nacional Montevideo
- vítěz uruguayské Primery División (2×) – 2005/06, 2022
- vítěz uruguayské Torneo Clausura (2×) – 2005/06, 2022

Ajax Amsterdam
- vítěz nizozemské Eredivisie (1×) – 2010/11
- vítěz nizozemského poháru KNVB beker (1×) – 2009/10

Liverpool
- vítěz anglického ligového poháru EFL Cup (1×) – 2011/12

Barcelona
- vítěz španělské Primery División (4×) – 2014/15, 2015/16, 2017/18, 2018/19
- vítěz španělského poháru Copa del Rey (4×) – 2014/15, 2015/16, 2016/17, 2017/18
- vítěz španělského superpoháru Supercopa de España (2×) – 2016, 2018
- vítěz Ligy mistrů UEFA (1×) – 2014/15
- vítěz Superpoháru UEFA (1×) – 2015
- vítěz Mistrovství světa klubů FIFA (1×) – 2015

Atlético Madrid
- vítěz španělské Primery División (1×) – 2020/21

Grêmio
- vítěz Campeonato Gaúcho (1×) – 2023
- vítěz Recopa Gaúcha (1×) – 2023

Inter Miami
- vítěz MLS Supporters' Shield (1×) – 2024

### Reprezentační
Uruguayská reprezentace
- vítěz Copa América – 2011

### Individuální
- Fotbalista roku v Nizozemsku – 2009/10[30]
- Nejlepší střelec nizozemské Eredivisie – 2009/10 (35 gólů)[21]
- Nejlepší střelec nizozemského poháru KNVB Beker – 2009/10 (8 gólů)[28]
- Hráč měsíce Premier League – prosinec 2013, březen 2014[170]
- Hráč sezóny Premier League – 2013/14[170]
- Hráč sezóny Premier League podle novinářů – 2013/14[67]
- Hráč sezóny Premier League podle hráčů – 2013/14[68]
- Nejlepší střelec anglické Premier League – 2013/14 (31 gólů)[170]
- Evropská Zlatá kopačka – 2013/14 (31 gólů), 2015/16 (40 gólů)[171]
- Nejlepší střelec Mistrovství světa klubů FIFA / Zlatá kopačka – 2015 (5 gólů)[91]
- Nejlepší hráč Mistrovství světa klubů FIFA / Zlatý míč – 2015[91]
- Nejlepší střelec španělské La Ligy / Trofeo Pichichi – 2015/16 (40 gólů)[172]
- Hráč měsíce Primera División – květen 2016, prosinec 2017,[114] říjen 2018,[125] prosinec 2019[173]
- Trofeo Alfredo Di Stéfano –  2020/21[174]
- Nejlepší hráč Copa América – 2011[142]
- Nejlepší střelec kvalifikace na Mistrovství světa – 2011–2014 (11 gólů)[145]
- Cena Rinuse Michelse pro hráče sezóny AFC Ajax – 2008/09, 2009/10[22]
- Cena pro hráče sezóny Liverpool FC – 2012/13,[53] 2013/14[69]
- Hráč sezóny podle ESPN FC – 2013/14[66]
- Tým roku Premier League podle PFA – 2012/13,[51] 2013/14[175]
- Sestava sezóny Ligy mistrů UEFA – 2014/15[176] 2015/16[177]
- Nejlepší jedenáctka La Ligy podle UEFA – 2015/16,[178] 2016/17[179]
- Nejlepší jedenáctka podle ESM – 2013/14,[180] 2014/15,[181] 2015/16[182]
- Světová jedenáctka FIFA FIFPro – 2016[183]

## Odkazy

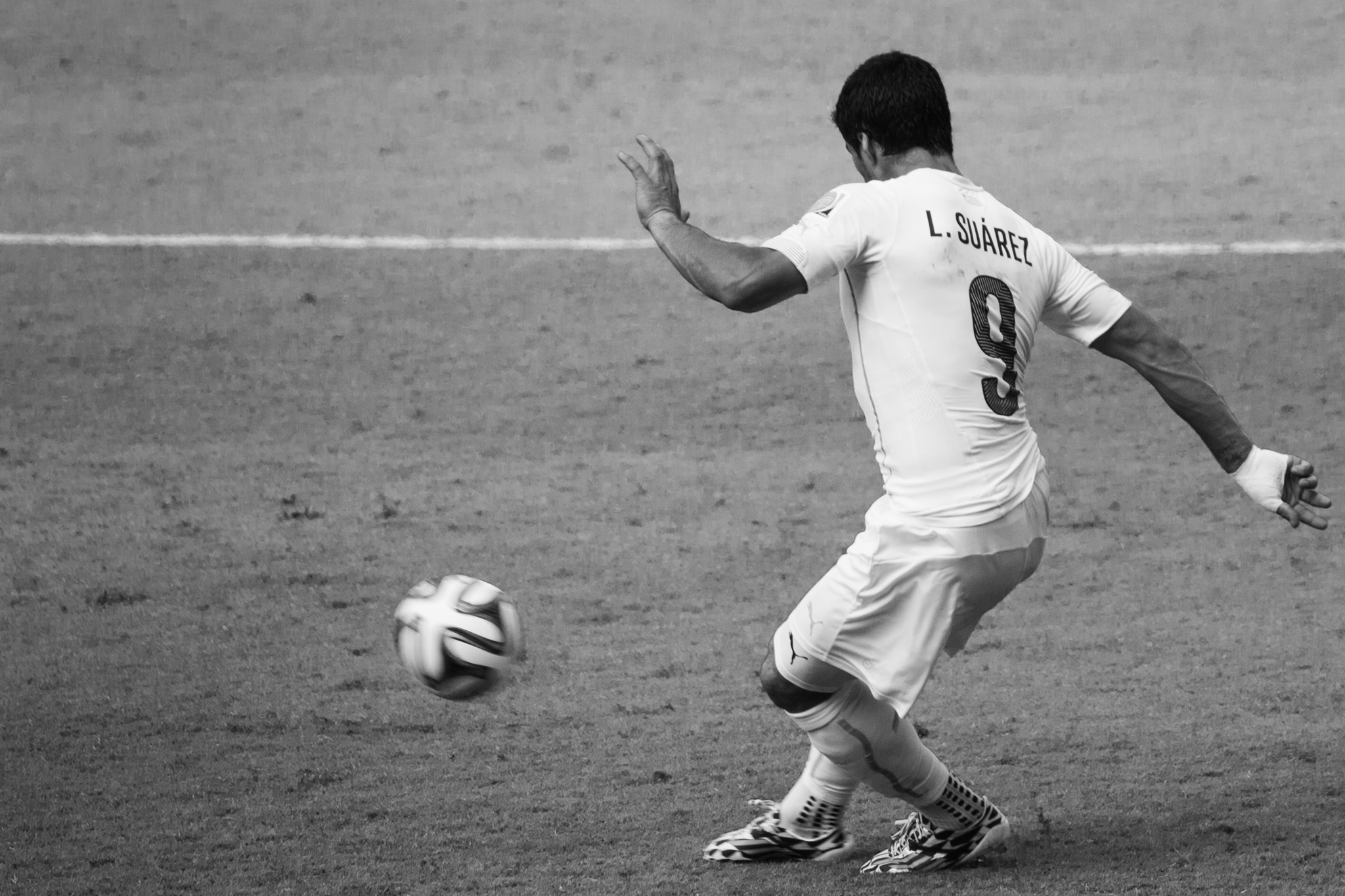
Luis Suárez u míče